# Matthias Manthei
Matthias Manthei (* 12. Mai 1972 in Anklam) ist ein deutscher Politiker (Christlich Demokratischen Union Deutschlands (CDU), davor Alternative für Deutschland (AfD), Bürger für Mecklenburg-Vorpommern (BMV), später „Freie Wähler/BMV“). Von 2016 bis 2021 war er Mitglied des Landtags Mecklenburg-Vorpommern.

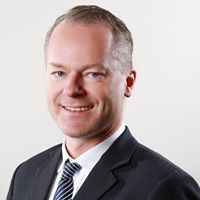
Matthias Manthei (2018)

## Werdegang und Beruf
Matthias Manthei wurde in Anklam geboren. Im Jahre 1989 baute er die dortige Junge Union mit auf. Matthias Manthei studierte Rechtswissenschaft an den Universitäten Münster und Liverpool und wurde an der Universität Münster 1998 zum Dr. jur. promoviert. Seine Dissertation publizierte er 1999 unter dem Titel Die Scheidungsrechtsreform von 1976 im Spiegel der Presse. Ab November 2000 war er als Richter auf Probe im Oberlandesgerichts-Bezirk Rostock tätig. Von Dezember 2003 bis September 2016 war er Richter am Amtsgericht Greifswald. Er wohnt in Wackerow.

## Politik
Matthias Manthei gehörte 2013 zu den Gründern des Mecklenburg-Vorpommerschen Landesverbandes der AfD.
Im Mai 2014 wurde Manthei in den Kreistag von Vorpommern-Greifswald gewählt. Auf dem Parteitag im November 2014 wurde er zusammen mit Leif-Erik Holm Landesvorsitzender der AfD. Bei der Landtagswahl in Mecklenburg-Vorpommern 2016 stand er auf Platz zwei der Landesliste, er wurde als Direktkandidat der AfD für den Landtagswahlkreis Vorpommern-Greifswald II in den Landtag gewählt. Er war bis zum 25. September 2017 Parlamentarischer Geschäftsführer der AfD-Landtagsfraktion Mecklenburg-Vorpommern. Aus Unzufriedenheit mit dem Rechtskurs der AfD verließ er erst deren Landtagsfraktion, dann auch die Partei.
Am 25. September 2017 begründete er mit den AfD-Parlamentariern Ralf Borschke, Christel Weißig und Bernhard Wildt die „Fraktion Bürger für Mecklenburg-Vorpommern (BMV)“. Am 8. Oktober 2017 erklärte Manthei in einem sechsseitigen Schreiben, dass er aus der AfD austreten werde. Manthei äußerte 2017, viele der AfD-Mitglieder glaubten, „mit der AfD nunmehr eine Plattform gefunden zu haben, auf der sie ihre radikalen Ansichten verwirklichen können. Nach dem Scheitern der NPD fahren sie nun im Zug der AfD.“ Für diese sei die Partei eine „Ersatzfamilie“, wobei „Familie im Sinne einer Mafia-Familie zu verstehen ist, die man nicht verlassen kann und in der man sich gegenseitig wirtschaftlich versorgt“. Er könne „mittlerweile nachvollziehen, wie es Menschen gehen muss, die aus einer extremistischen Kameradschaft aussteigen wollen“ und könne „nunmehr die 'Exit'-Programme hierfür verstehen. Man muss eine starke Persönlichkeit sein, will man die AfD verlassen.“
Am 20. Januar 2018 wurde in Hanshagen die Partei Bürger für Mecklenburg-Vorpommern gegründet.
Im Mai 2019 wurde Matthias Manthei in den Kreistag von Vorpommern-Greifswald gewählt. Er gehörte seit Oktober 2019 der CDU-Kreistagsfraktion und der CDU-Fraktion im Landtag an. Bei der Landtagswahl 2021 trat Manthei für die CDU an. Er schied aus dem Landtag 2021 aus. Er gehört weiter dem Kreistag an.

## Schriften
- Die Scheidungsrechtsreform von 1976 im Spiegel der Presse (= Nomos-Universitätsschriften/Medien, 19). Nomos, Baden-Baden, 1999, zugl.: Münster (Westfalen), Univ., Diss., 1998, ISBN 3-7890-6108-5.